# 이완종 (조선귀족)
이완종(李完鍾, 일본식 이름: 宮村完一미야무라 간이치, 1884년 12월 5일 ~ 1947년 12월 30일)는 일제강점기의 조선귀족이다. 본관은 전주, 본적은 경상북도 금릉군 구성면이다. 다른 이름으로 이택종(李澤鍾)이 있으며 남작 이범팔의 아들이다.
1906년 사립 국민사범학교에 재학했고 1909년 7월 일본 와세다 대학 정치경제학과를 졸업했다. 1914년 6월 10일 일본 정부로부터 남작 이범팔(이완종의 아버지)의 사자(嗣子)로서 종5위에 서위되었으며 1917년 2월 조선귀족회 서기를 역임했다.
1919년 2월 20일 자신의 아버지였던 이범팔이 받은 남작 작위를 승계받았으며 1922년 10월 22일 일본 정부로부터 정5위에 서위되었다. 1923년 8월 12일 민립대학 설립 지방부 집행위원을 역임했고 1926년부터 1934년 3월 31일까지 경상북도 김천군 석현면장을 역임했다. 1928년 11월 16일 일본 정부로부터 쇼와 대례 기념장, 1932년 2월 10일 조선 쇼와 5년 국세 조사 기념장을 받았으며 1934년 4월 1일부터 1942년 7월 경상북도 김천군 지례면장(정4위에 서위됨)을 역임했다.
중일 전쟁 중이던 1937년부터 1940년까지 일본의 침략 전쟁을 옹호하고 미화, 협력하는 활동을 전개했으며 지례면장 재직 시절 가축, 식량, 건초 등의 상당량을 전시물자로 공출하는 한편 수차례의 강연회와 좌담회를 통한 여론 환기, 국방 사상 선전과 보급을 주도했다. 또한 국방헌금, 애국기 헌납자금 모금 업무를 충실히 수행하는 등 일본의 침략 전쟁에 적극 협력했다. 1940년 11월 10일 일본 정부로부터 일본 기원 2600년 축전 기념장을 받았으며 1942년 4월 경상북도 김천군 지례금융조합장을 역임했다.
민족문제연구소의 친일인명사전 수록자 명단의 수작/습작 부문, 친일반민족행위진상규명위원회가 발표한 친일반민족행위 705인 명단에 포함되었다.

## 참고자료
- 친일반민족행위진상규명위원회 (2009). 〈이완종〉. 《친일반민족행위진상규명 보고서 Ⅳ-13》. 서울. 585~591쪽.